# Lengua de señas en los bebés y niños pequeños

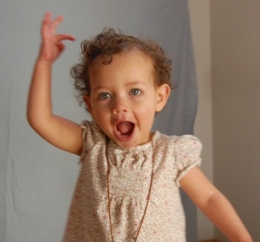
Bebé signando papá.

El lenguaje de señas, conocido también como lengua de signos para bebés o baby-signos, es en realidad el desarrollo de la comunicación gestual natural que se produce en los bebés a partir de los 6-10 meses.
Se ha utilizado erróneamente el término lengua de signos o lengua de señas por hacerse una traducción literal del inglés al castellano. Pero la comunicación gestual de los bebés no es equiparable con el lengua de señas que utilizan los sordos.
Los bebés de manera natural utilizan los ruiditos, los llantos y los gestos para comunicarse mientras se desarrolla su aparato fonador. Los bebés aprenden el lenguaje oral y gestual a través de sus cuidadores. Por ejemplo, un bebé aprende a saludar con la mano y a equiparar este gesto con la palabra adiós, porque los papás y otros cuidadores le dicen adiós y hacen el gesto de agitar la mano. El bebé imita lo que ve, asocia gesto con palabra y a partir de ahí cuando quiere decir adiós agita la mano.
De la misma manera que aprende a decir adiós con la mano, si los cuidadores asocian otros gestos a otras palabras el bebé podrá aprender hasta cientos de gestos para expresar sus necesidades, sus deseos o simplemente aquello que le ronda por la cabeza.
Para crear un sistema unificado de gestos se han extraído los mismos del diccionario de signos de la lengua americana. Por esto, que se suele incurrir en el error de denominar la comunicación gestual con bebés, lengua de signos o señas. Pero en realidad, el lenguaje de signos o la lengua de signos es un idioma en sí, complejo con su sintaxis y demás. La lengua de signos no es la simple gesticulación de signos sueltos; lo cual, sí es la comunicación gestual de los bebés.
Mientras que los bebés y niños pequeños tienen el deseo de comunicar sus necesidades y deseos, no tienen la capacidad para hacerlo con claridad porque su capacidad cognitiva no es suficiente en los primeros meses y años de vida. Los defensores de la comunicación gestual con bebés dicen que esta brecha entre el deseo y la capacidad de comunicarse a menudo conduce a la frustración y a las rabietas.
Sin embargo, como la coordinación mano-ojo se desarrolla antes que la adquisición de las habilidades verbales, los niños pueden aprender los signos simples de palabras comunes como "comer", "espera", "más", "abrazo", "jugar", "galleta ", "osito de peluche", antes de ser capaces de producir un discurso comprensible.

## Investigación
En un artículo publicado en la revista "El Psicólogo" de la British Psychological Society [Gwyneth Doherty-Sneddon] se examinan en detalle las bases teóricas del crecimiento de este fenómeno y algunas de las afirmaciones hechas por sus seguidores.

Doherty-Sneddon señala que el uso de las llamadas “señas para bebés“ o “signos para bebés“ no es del todo nuevo.
Las variantes se han utilizado por los terapeutas del habla y del lenguaje durante décadas con niños que tienen deficiencias cognitivas y/o del habla (por ejemplo, Clibbens et al., 2002).
Es ampliamente reconocido que la comunicación es fundamental en el desarrollo del niño, ya sea cognitivo, social, emocional o de comportamiento (por ejemplo, Vygotsky, 1978). Los médicos y los investigadores han resaltado la asociación entre las dificultades de comunicación y los problemas de comportamiento.
Por ejemplo Pablo y Kellogg (1997) observaron que los niños que a los dos años de edad tenían el habla menos desarrollada, eran más tímidos, distantes y extrovertidos a los seis años.  Se observaron ajustes socio-emocionales similares en niños pequeños de habla tardía junto con una mayor disfunción, en un estudio realizado por Irwin y otros. (2002).
Mientras los promotores de los signos para bebés reclaman varios beneficios verificados en la investigación experimental, de hecho hay una escasez en  la investigación actual.
El equipo estadounidense dirigido por Acredolo Goodwyn ha sido responsable de conducir la investigación sobre los efectos de las señas para bebés en el desarrollo del niño. Afirman que los bebés adquieren fácilmente gestos simbólicos cuando son expuestos a ellos. También observaron (Acredolo et al, 1999 Goodwyn y otros, 2000) otros beneficios, como:
- Mayor vocabulario expresivo y receptivo del lenguaje hablado;
- Desarrollo mental más avanzado;
- Reducción de conductas problemáticas como las rabietas resultantes de la frustración, y
- Mejora en las relaciones entre padres e hijos.

Proponen que los mecanismos subyacentes a estos beneficios son:
- Mayor número de episodios de atención visual conjunta durante las interacciones entre padres y niños pequeños, conocidos por estar asociados con la mejora de los conocimientos lingüísticos;
- Empoderamiento del niño para enfocar el tema y el contexto de la conversación;
- El debate y la clarificación de conceptos;
- Práctica añadida con la función simbólica.

Doherty-Sneddon afirma que es esencial disponer de suficientes investigaciones adecuadamente diseñadas para respaldar los argumentos a favor del uso de las señas para bebés.
Una revisión de la literatura concluyó  que aunque se reportaron beneficios en 13 de 17 estudios, varios defectos metodológicos dejan sin confirmar los argumentos.
Ciertamente, la investigación sobre los efectos de la señas para bebés necesita más grupos de control, como niños que participen en actividades igualmente interesantes y divertidas basadas en la interacción del lenguaje de adultos y niños pero no en las señas para bebés.
Volterra y otros. (2006) concluyeron que una mayor aportación de señas a los niños oyentes es un catalizador para la adquisición de señas, y especialmente el uso de las formas representativas y por tanto la función comunicativa simbólica.
Añaden que  esta mejoría es de corta duración (de entre 12 y 15 meses de edad). Doherty-Sneddon sostiene, sin embargo, que este plazo sólo representa una norma general. La mejoría y la ventaja es mucho más extensa en muchos niños que no hablan hasta mucho después de su segundo cumpleaños.
Doherty-Sneddon concluye argumentando que hay tres diferentes niveles de respaldo a los beneficios de las señas para bebés:
- Evidencias indicativas, si no evidentemente fuertes, a partir de la investigación sobre las señas para bebés;
- Pruebas relacionadas a partir de la investigación sobre lengua de signos para personas sordas;
- Respaldo anecdótico de forma convincente de familias que han adoptado este enfoque.

## Desarrollo
En los Estados Unidos, la enseñanza de la Lengua de señas a las familias que no se relacionan con este tipo de señas para comunicarse con sus bebés y niños pequeños fue desarrollada por Linda Acredolo, profesora emérita de Psicología de la Universidad de California en Davis, y Susan Goodwyn, profesora de Psicología en la Universidad Estatal de California Stanislaus. Su investigación comenzó en 1982, y produjo un artículo en 1985 sobre Desarrollo Humano titulado "gestos simbólicos en el desarrollo del lenguaje. Un estudio de caso". José García, un intérprete de lenguaje de señas americano (ASL), gran defensor de la utilización de ASL en la comunicación con bebés y niños pequeños, comenzó con su tesis de 1986 un análisis del papel que podría desempeñar la lengua de señas en la adquisición temprana del lenguaje infantil.
Su investigación indicó que los bebés que están expuestos a las señas regular y consistentemente en edades de seis a siete meses pueden comenzar a utilizar con eficacia las señas en su octavo o noveno mes.
En 1998, Kimberlee Whaley. dirigió un programa en la A. Sophie Rogers Infant-Toddler Laboratory School en la  Ohio State University con bebés de sólo 9 meses de edad cuyos profesores comenzaron a aprender a usar algunos signos de la lengua de señas para comunicarse entre sí. El programa no tenía la intención de enseñar lengua de señas americana, sino de usar signos para comunicarse con eficacia. Se observó que los niños utilizaban también en casa los signos que habían aprendido en el aula. Otro hallazgo indica que las niñas utilizan señas más que los varones. Esto es algo que Whaley quiere investigar más adelante.
Es importante vigilar el desarrollo motor del bebé y acudir al pediatra si: a los 6 meses no coge objetos; a los nueve no transfiere objetos de una mano a otra; o si a los doce no puede coger cosas pequeñas entre el pulgar y el índice.

## En la cultura popular
La lengua de señas fue un elemento en la trama de la película Los padres de él, donde Jack (el personaje de Robert De Niro) se la había enseñado a su nieto "Little Jack".
Los gemelos que representaron a Little Jack (Bradley y Pickren Spencer), aprendieron la lengua de señas viendo Signing Time! Videos.